# 특성곡선법
해석학에서 특성곡선법(特性曲線法, 영어: method of characteristics)은 1차 편미분 방정식을 연립 1차 상미분 방정식으로 환원하여 푸는 방법이다.

## 정의
다음 데이터가 주어졌다고 하자.
- {\displaystyle n}차원 매끄러운 다양체 {\displaystyle M}
- {\displaystyle M} 위의 두 매끄러운 벡터 다발 {\displaystyle E,F\twoheadrightarrow M}
- {\displaystyle M} 위의 {\displaystyle k}차 미분 연산자 {\displaystyle D\colon \Gamma ^{\infty }(M,E)\to \Gamma ^{\infty }(M,F)}

{\displaystyle D}의 주표상이 국소 좌표계에서
{\displaystyle \sigma _{D}(x,v)=P^{\mu _{1}\dotso \mu _{k}}v_{\mu _{1}}\dotsm v_{\mu _{k}}\qquad \left(x\in M,\;v\in \mathrm {T} _{x}^{*}M,\;P^{\mu _{1}\dotso \mu _{k}}\in \operatorname {GL} (E_{x},F_{x};\mathbb {R} )\right)}
라고 하자. 이는 벡터 다발 사상
{\displaystyle \sigma _{D}\colon E\otimes \operatorname {Sym} ^{k}(\mathrm {T} ^{*}\!M)\to F}
를 정의한다. ({\displaystyle \operatorname {Sym} ^{k}}는 올별 {\displaystyle k}차 대칭 대수 벡터 다발이다.) 이 벡터 다발 사상의 핵, 즉
{\displaystyle \ker \sigma _{D}=\left\{(x,u)\in \Gamma ^{\infty }(E\otimes \operatorname {Sym} ^{k}(\mathrm {T} ^{*}\!M)\colon \sigma _{D}(x,u)=0\right\}\subseteq E\otimes \operatorname {Sym} ^{k}(\mathrm {T} ^{*}\!M)}
을 {\displaystyle s}의 특성점의 집합이라고 한다.
임의의 실수 값 매끄러운 함수
{\displaystyle h\colon M\to \mathbb {R} }
가 주어졌다고 하자. 이 경우, 각 {\displaystyle t\in \mathbb {R} }에 대하여 {\displaystyle h^{-1}(t)}는 (적절한 조건 아래) {\displaystyle n-1}차원 초곡면을 이룬다. 만약
{\displaystyle \sigma _{D}(x,\mathrm {d} h|_{x})=0}
일 경우, 각 {\displaystyle h^{-1}(t)}를 {\displaystyle D}의 특성 초곡면(영어: characteristic hypersurface)이라고 한다. 만약 {\displaystyle n=2}일 경우 이는 {\displaystyle D}의 특성 곡선(영어: characteristic curve)이라고 하며, {\displaystyle n=3}일 경우 특성 곡면(영어: characteristic surface)이라고 한다.

## 예
매끄러운 다양체 {\displaystyle M} 위의 벡터장
{\displaystyle X\in \Gamma ^{\infty }(\mathrm {T} M)}
이 주어졌다고 하자. 이에 대한 미분 연산자
{\displaystyle D=\nabla _{X}\colon {\mathcal {C}}^{\infty }(\mathbb {R} )\to {\mathcal {C}}^{\infty }(\mathbb {R} )}
를 생각하자. {\displaystyle D}의 특성 초곡면을 정의하는 함수 {\displaystyle h\colon M\to \mathbb {R} }는
{\displaystyle \langle X,\mathrm {d} h\rangle =0}
을 만족시킨다.
예를 들어, 편의상 준 리만 계량 {\displaystyle g}를 부여하였을 때, 임의의 곡선 {\displaystyle \gamma \colon \mathbb {R} \to M}에 대하여, 그 상이 특성 곡선을 이룰 조건은
{\displaystyle g(X,{\dot {\gamma }})=0}
인 것이다. 이는 1차 상미분 방정식이다.
매우 구체적으로, {\displaystyle M=\mathbb {R} ^{2}=\{(x,y)\colon x,y\in \mathbb {R} \}}이며 {\displaystyle X=p\partial _{x}+q\partial _{y}}라고 하자. 그렇다면 특성 곡선들은
{\displaystyle h(x,y)=qx-py}
로 정의되는 직선족 {\displaystyle (h^{-1}(t))_{t\in \mathbb {R} }}이다.

## 참고 문헌
- Delgado, Manuel (1997년 7월). “The Lagrange–Charpit Method”. 《Society for Industrial and Applied Mathematics Review》 (영어) 39 (2): 298–304. doi:10.1137/S0036144595293534. ISSN 0036-1445. JSTOR 2133111.